# Новая Поляна (Ростовская область)
Новая Поляна — хутор в Зерноградском районе Ростовской области России.
Входит в состав Гуляй-Борисовского сельского поселения.

## География
На хуторе имеется одна улица: Бородинская.

## Население
| 2010 |
| ---- |
| 186  |